# Enis
Enis je moško osebno ime.

## Izvor imena
Ime Enis je različica moškega osebnega imena Enes.

## Pogostost imena
Po podatkih Statističnega urada Republike Slovenije je bilo na dan 31. decembra 2007 v Sloveniji število moških oseb z imenom Enis: 139.